# Sigvaris Group
Die Sigvaris Group ist ein global tätiges Medizintechnik-Unternehmen mit Hauptsitz in Winterthur. Es hat sich auf die Herstellung von Produkten und Lösungen der medizinischen Kompressionstherapie spezialisiert.
Sigvaris Group entwickelt und produziert Kompressionsstrümpfe in den drei Hauptbereichen Medical, Sport und Well Being. Die medizinischen Kompressionstherapie-Lösungen gehen auf die unterschiedlichen Bedürfnisse von Menschen mit Venenerkrankungen ein. Die Sport-Produkte sollen die Leistungsfähigkeit und Erholungszeit des Sportlers verbessern, während die Well-Being-Strümpfe eine präventive Funktion haben und frühe Symptome von Beinbeschwerden lindern können sollen.

## Geschichte
1864 gründeten Moritz Ganzoni und Niklaus Barthelts in Winterthur das Unternehmen, das «gummielastische Textilien» produzierte. Ab 1920 wurde das Unternehmen zur Ganzoni&Cie, ihr ehemaliger Firmensitz ist heute Standort des Fotomuseums Winterthur. 1924 wurde im französischen Saint-Louis der erste Ableger im Ausland gegründet. 1957 wechselte der Schweizer Hauptsitz des Unternehmens nach St. Gallen.
Von 1958 bis 1960 erfolgte die Entwicklung des medizinischen Kompressionsstrumpfes in Zusammenarbeit mit Karl Sigg, wodurch die Marke Sigvaris geboren wurde, heute die Premium-Produktmarke des Unternehmens Sigvaris Group. Im Zeitraum von 1961 bis 1997 erfolgten weitere Gründungen von ausländischen Gesellschaften in Österreich (1971), Deutschland (1976, Auslieferungszentrum in Memmingen bereits 1961), Brasilien (1981), USA und Kanada (beide 1988). 1997 fusionierte Ganzoni Saint-Louis zusammen mit Textiles Élastiques du Forez zur Ganzoni France. Neue Fabriken entstanden 1997 in Peachtree City (Nahe Atlanta, USA) und 2005 in Jundiaí (Brasilien).
2002 wurde das Hauptquartier der Gruppe in Winterthur eröffnet. Bereits im Jahr 2000 war Sigvaris die Hauptmarke der Firma Ganzoni geworden, 2011 wurden dann alle Unternehmen in Sigvaris umbenannt. Mit dem Ziel, Produkte und das Unternehmen klarer zu positionieren, wurde 2019 der Unternehmensnamen Sigvaris zu Sigvaris Group geändert.
Heute betreibt Sigvaris Group Produktionsstätten in der Schweiz, Frankreich, Polen, den USA und Brasilien und hat Niederlassungen in Deutschland, Österreich, England, Italien, Kanada, China, Australien, Mexiko, eine Niederlassung in den Vereinigten Arabischen Emiraten sowie Vertriebspartner in mehr als 70 Ländern auf allen Kontinenten.